# Monjas Benedictinas Olivetanas
La Congregación de Monjas de Santa María de Monte Oliveto (oficialmente en latín: Congregatio Monachorum Sanctae Mariae Montis Oliveti) es una orden religiosa católica de monjas benedictinas, de la Congregación Olivetana, de vida monástica y de derecho pontificio, que tiene sus orígenes en la fundación de la rama masculina de Bernardo Tolomei, de la Abadía de Santa María del Monte Oliveto (Italia), en 1319. A las monjas de este instituto se les conoce como olivetanas benedictinas y posponen a sus nombres las siglas O.S.B.Oliv.

## Historia

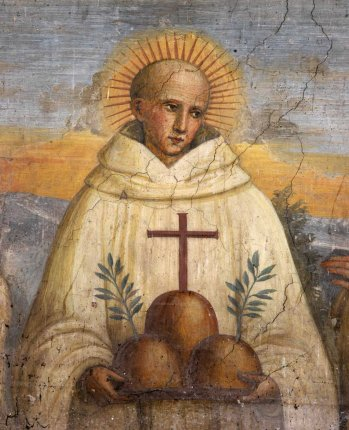
Bernardo Tolomei (1272-1348), fundador de la Familia olivetana.

La congregación tiene su origen en la fundación de la Congregación de Santa María del Monte Oliveto, de la Orden de San Benito, fundados por Bernardo Tolomei, en 1319, en la abadía homónima, ubicada en la Toscana (Italia). Inmediatamente la organización de la rama masculina, algunos monasterios de monjas comenzaron a unirse a la obra de Tolomei, dando origen a las Monjas Olivetanas Benedictinas. Sin embargo, es menester aclarar que, el primer monasterio en agregarse a los olivetanos, Santiago de Bari, era de tradición de basiliana, pero que adoptó la Regla de san Benito.

## Organización
La Congregación de Monjas de Santa María de Monte Oliveto es un conjunto de monasterios autónomos, cada uno de ellos es gobernado por su propia abadesa o priora y no tienen ningún representante a nivel internacional. Algunos de los monasterios dependen directamente del obispo o del prior general de la Congregación Olivetana.
Las olivetanas benedictinas se dedican a la vida contemplativa, al trabajo manual y a la solemnización de la liturgia, viven según la regla de san Benito y forman parte de la Confederación Benedictina, afiliadas a la rama masculina de la Congregación olivetana. El hábito de las monjas está compuesto por una túnica, un cinturón, un escapulario y un velo, todos de color blanco, en honor a la Virgen María. En 2015, los monasterios autónomos eran unos 4, todos en Italia, y contaban con unas 59 monjas en total.